# 진천동
진천동(辰泉洞)은 대구광역시 달서구의 행정동이다. 법정동인 진천동, 대곡동을 관할한다. 충청북도 진천군(鎭川郡)과는 무관하며, 대구 도시철도 1호선 진천역과 월배역이 있다.
2021년 11월 29일에 산하 법정동 중 하나인 유천동이 행정동으로 독립하여 분리됐다.

## 유래
대구군 당시 월배면 지역으로서 마을의 샘인 미리샘(일명: 참샘, 텃샘)에서 동명이 유래되었다.

## 유적
- 고인돌, 석관묘 등의 선사 유적이 많이 발견되었다. 인근 학교 및 아파트의 공사현장에서 발견된 유적들이 대부분이다. 달서구청은 이를 이용해 '선사시대로'를 조성하기로 했다. 하지만 유적들의 관리가 소홀히 되고 있어서 여러 문제점들이 발생하고 있다.

## 역사
- 조선시대 진천동/오복동
- 1895년 음력 윤5월 1일 대구부 대구군 월배면 진천동/오복동[1]
- 1896년 8월 4일 경상북도 대구군 월배면 진천동/오복동[2]
- 1910년 10월 1일 경상북도 대구부 월배면 진천동/오복동
- 1914년 4월 1일 경상북도 달성군 월배면 진천동[3]
- 1958년 1월 1일 경상북도 대구시 진천동[4]
- 1963년 1월 1일 경상북도 달성군 월배면 진천동[5]
- 1979년 5월 1일 경상북도 달성군 월배읍 진천동[6]
- 1981년 7월 1일 대구직할시 남구 진천동 (월배출장소 관할)[7]
- 1983년 3월 15일 신설한 행정동 월배3동 관할
  - 대구직할시 남구 진천동(월배3동 관할)
- 1988년 1월 1일 대구직할시 달서구 진천동[8]
- 1995년 1월 1일 대구광역시 달서구 진천동
- 1996년 1월 1일 행정동 월배3동을 진천동으로 개칭[9]

## 인구(2015. 6. 30 집계)
진천동의 인구는 64,348명으로 전월대비 77명 감소하였으며 달서구 내에서 인구가 가장 많은 동이다.
진천동의 외국인 수는 357명으로 달서구 내에서 인구대비 적다. 남성인구는 31,996명이고 여성인구는 32,352명으로 여성인구가 약간 많다.

## 주요 시설
진천동의 중심지는 월배시장이 있고 월배시장을 중심으로 iM뱅크 월배영업부, 월배지구대, 진천동 주민센터, 월배초등학교, 월배중학교 등이 있고 대형병원인 보강병원, 여성 전문병원인 미즈맘병원 이 있다.
- 이마트 월배점
- 하나은행
- 글로리아웨딩타워
- 미즈맘병원
- 보강병원
- 신한은행 진천지점
- 월배농협
- 월배새마을금고
- 월배어린이집
- 월배지구대
- 월배교회
- 대구교통공사 월배차량기지
- 진천동행정복지센터
- 진천동우체국
- 진천하나로맨션

## 교육
- 대구진천초등학교
- 대구신월초등학교
- 대구월배초등학교
- 월배중학교

## 아파트
| 단지명                   | 건설사              | 시행사              | 주소                  | 입주        | 비고 |
| ------------------------ | ------------------- | ------------------- | --------------------- | ----------- | ---- |
| 월배역 포스코 더샵       | 포스코이앤씨        | ㈜미진주택건설      | 달서구 월서로 51      | 2006년 7월  |      |
| 진천역 이안              | 대우산업개발        | 리얼티뱅크㈜        | 달서구 진천로18길 10  | 2006년 1월  |      |
| 진천 태왕아너스          | ㈜태왕              | ㈜태왕              |                       | 2008년 2월  |      |
| 대곡역 화성파크드림 위드 | 에이치에스화성㈜    | ㈜대성씨엔씨        | 달서구 비슬로 2734    | 2012년 7월  |      |
| 대곡 우방타운            | ㈜우방              | ㈜우방              | 달서구 비슬로538길 22 | 1994년 6월  |      |
| 대곡 청구이오스          | ㈜청구              | 동재산업㈜          | 달서구 비슬로550길 38 | 2003년 4월  |      |
| 수목원 삼성래미안        | 삼성물산㈜ 건설부문 | 삼성물산㈜ 건설부문 | 달서구 상화로8길 23   | 2000년 12월 |      |
| 삼성래미안 2차           | 삼성물산㈜ 건설부문 | 삼성물산㈜ 건설부문 | 달서구 상화로 86      | 2001년 10월 |      |
| 수목원 서한이다음        | ㈜서한              | ㈜서한              | 달서구 한실로6길 123  | 2018년 4월  |      |